# يوهان خواكيم لانج
يوهان خواكيم لانج (بالألمانية: Johann Joachim Lange)‏ هو فيلسوف ألماني، ولد في 26 أكتوبر 1670 في غاردهليغن في ألمانيا، وتوفي في 7 مايو 1744 في هاله في ألمانيا.